# Altenstein (Maroldsweisach)
Altenstein ist ein Gemeindeteil des Marktes Maroldsweisach im unterfränkischen Landkreis Haßberge in Bayern.

## Geographie
Das Pfarrdorf liegt im nordöstlichen Teil des Landkreises Haßberge in exponierter Lage rund 140 Meter über dem Weisachgrund. Das Ortsbild prägt die Burgruine Altenstein. Gemeindestraßen stellen die Verbindung zu den rund zwei Kilometer entfernten Bundesstraße 279 und 303 her. Altenstein ist mit dem benachbarten Dorf Ebene zusammengewachsen.

## Geschichte
In der Nähe Altensteins befindet sich die Alte Burg, eine Ringwallanlage vermutlich des frühen Mittelalters. Das Jahr der Ersterwähnung ist für Schmiedel 1126, als „liupoldi de stein“ als Zeuge in einer Banzer Urkunde erwähnt wurde. Lipp und Berninger geben das Jahr 1178 an, als Tageno und Merboto von Stein („de petra“) als Zeugen benannt wurden. Ab 1225 bewohnte Marquart der Große vom alten Stein („magnus de antiquo lapide“) die Burg. Die direkte Erstnennung als Burg mit Kirche („castrum cum ecclesia“) war 1232. 1296 lebten dort acht Familien. Die Burg, im östlichen Grenzland des Hochstifts Würzburg gelegen, war über Jahrhunderte hinweg Stammsitz der Herren von Altenstein. Bauern stürmten und brannten sie im Verlauf des Bauernkrieges am 14. Mai 1525 nieder. Ab 1549 besaßen die Stein zu Altenstein neben der Niederen Gerichtsbarkeit zusätzlich die Hohe Gerichtsbarkeit. 1632 im Dreißigjährigen Krieg folgte die erneute Zerstörung der Burg, wobei auch der Pfarrhof und 26 Wohnhäuser im Dorf niedergebrannt wurden.
In der Folge unterließ die Familie von Stein zu Altenstein den Wiederaufbau und errichtete stattdessen in Pfaffendorf ein neues Schloss. Auf der Stammburg unterhielt sie bis 1790 nur noch behelfsmäßig einige Kemenaten. 1859 übernahmen die Grafen von Linden und danach 1895 die Freiherren von Rotenhan die Burgruine, die sie 1972 dem Landkreis Ebern vermachten.
In Altenstein bestand eine jüdische Gemeinde vermutlich bis Ende des 19. Jahrhunderts. In den 1830er Jahren lebten etwa 70 jüdische Personen in dem Ort, der damals 512 Einwohner hatte. 1808 baute die jüdische Gemeinde ein Haus zu einer Synagoge um. Nach der Auflösung der jüdischen Gemeinde wurde die Synagoge Anfang des 20. Jahrhunderts abgebrochen. Auf dem Grundstück entstand die neue, evangelische Kirche. Die Mikwe blieb erhalten.
1862 wurde die Ruralgemeinde Altenstein, bestehend aus dem Pfarrdorf Altenstein und dem Weiler Ebene, in das neu geschaffene bayerische Bezirksamt Ebern eingegliedert. 1871 zählte der Ort 350 Einwohner und 154 Gebäude. Er hatte eine eigene evangelische Schule. Die Katholiken gehörten zum Sprengel der katholischen Pfarrei im 4,5 Kilometer entfernten Pfarrweisach. Die zuständige katholische Schule befand sich im 1,5 Kilometer entfernten Pfaffendorf. Im Jahr 1900 hatte die Landgemeinde 342 Einwohner, von denen 324 Protestanten, 17 Katholiken und einer Israelit waren, sowie 76 Wohngebäude. Im Ort lebten 297 Personen in 65 Wohngebäuden. 1925 hatte Altenstein 250 Einwohner und 63 Wohngebäude.
1950 standen in dem Pfarrdorf 58 Wohngebäude mit 318 Einwohnern. Im Jahr 1970 zählte Altenstein 255 und die Gemeinde 323, 1987 die Gemeinde 307 Einwohner sowie 102 Wohnhäuser mit 120 Wohnungen. Das Pfarrdorf Altenstein und der nordöstliche gelegene Weiler Ebene waren inzwischen zusammengewachsen.
Am 1. Juli 1972 wurde der Landkreis Ebern aufgelöst und Altenstein kam zum Haßberg-Kreis. Am 1. Januar 1976 folgte die Eingliederung des Ortes nach Maroldsweisach.
1971 weihte der 1965 gegründete CVJM Altenstein den ersten Bauabschnitt einer Freizeit- und Tagungsstätte ein. In der Nachbarschaft eröffnete 1973 die Gemeinde am Waldrand des Südhanges ein Freischwimmbad. Seit 1974 ist Altenstein, das damals rund 20.000 Übernachtungen im Jahr hatte, staatlich anerkannter Erholungsort. Nach 1984 entstand ein abseits des historischen Altortbereichs von Altenstein gelegenes Gewerbegebiet, in dem 2008 17 Gewerbe- und Handwerksbetrieben angesiedelt waren, die 60 Menschen beschäftigten. Damals existierten in der Landwirtschaft ein Vollerwerbsbetrieb und zwei Nebenerwerbsbetriebe.

## Baudenkmäler
Die Burgruine ist Teil eines Burgenmuseums, das dem Burgeninformationszentrum in der Alten Schule angegliedert ist.

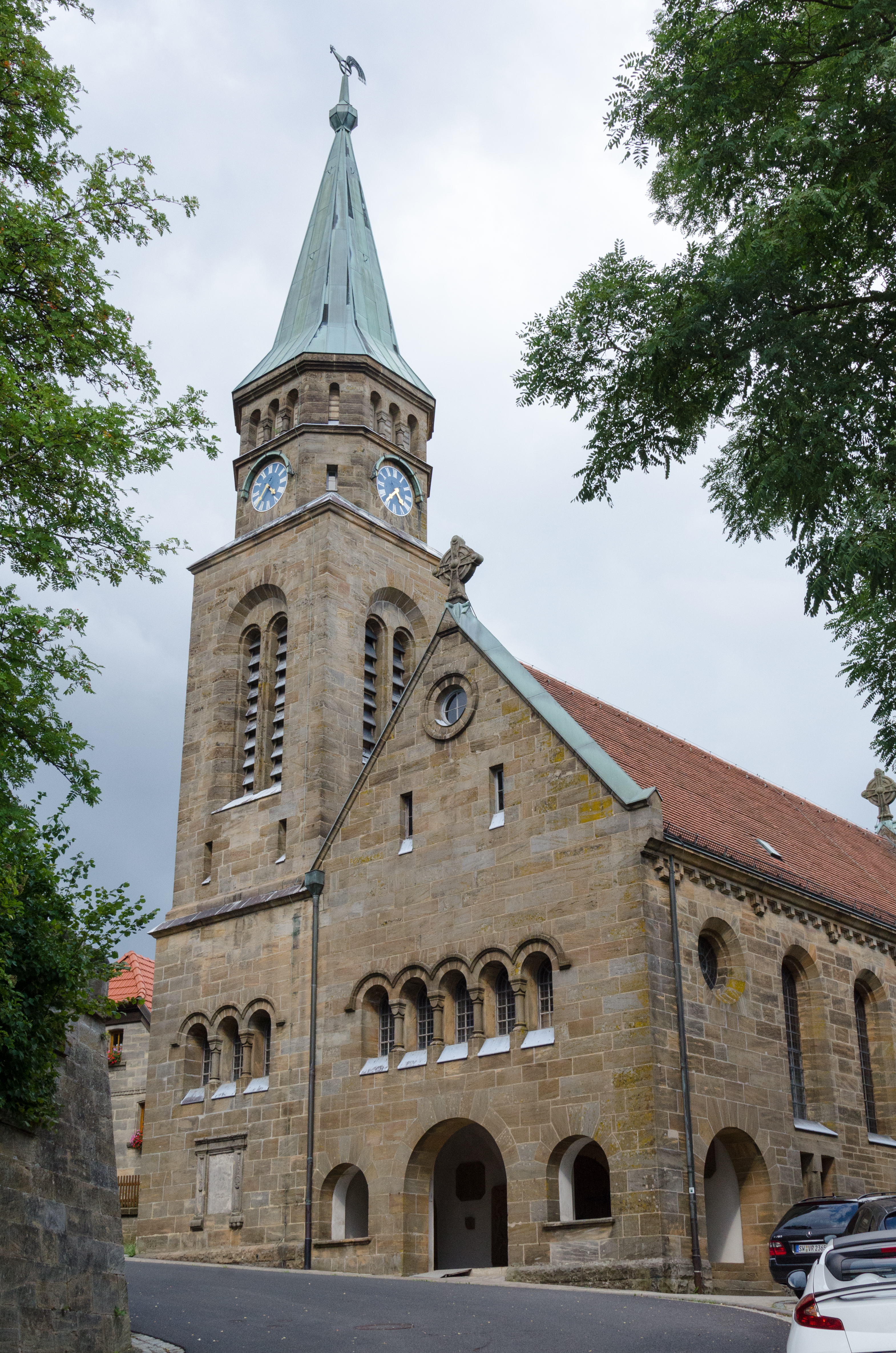
Evangelische Pfarrkirche

Eine Burgkapelle ist für das Jahr 1232 belegt. Unter Wilhelm von Stein wurde 1552 die Reformation eingeführt. Eine kleine gotische Kirche außerhalb der Burganlage wurde 1561 eingeweiht. Es war eins der ersten neu gebauten protestantischen Gotteshäuser. Baufälligkeit der alten Kirche führte zum Neubau der Pfarrkirche, der nach rund zwei Jahren Bauzeit am 24. November 1910 eingeweiht wurde. Die neuromanisch gestaltete, zweischiffige Hallenkirche hat ein Satteldach und eine eingezogene Apsis. In der Nordwestecke befindet sich ein 39 Meter hoher Kirchturm. Auf der Westempore befindet sich eine Orgel mit 13 Registern auf zwei Manualen und Pedal. Das Instrument stellten die Nürnberger Orgelbauer Strebel auf.